# Црвени вилењак
Црвени вилењак је врста електромагнетног пражњења облака у атмосфери, која се јавља веома високо изнад грмљавинских облака. Може имати различите облике и светлуца црвенкастом или наранџастом светлошћу на ноћном небу. Покрећу га високонапонске муње. Понекад има oблик грозда на висинама од 50 до 90 км изнад земљине површине. Први писани запис се чува из 1886. године, а прве слике су из 1989. године, са Универзитета Минесота. Представља више појаву хладне плазме него топлих муња из тропосфере, тако да је по светлости више близак флуоресцентној цеви него електричном пражњењу муња.

## Историјски извештаји
Први извештаји потичу из 1730-их година у Немачкој, од стране Јохана Георга Естора. Нобеловац Чарлс Томсон Рис Вилсон је 1925. године, на основу теоретских прорачуна, закључио да би се електрично пражњење могло јавити и у горњим слојевима атмосфере, а 1956. је и уочио нешто попут црвеног вилењака. Коначно су са Универзитета Минесота сасвим случајно потврђено њихово постојање 1989. године.
Неколико година након открића, добили су назив црвени вилењаци према лику из Шекспировог дела Сан летње ноћи. Након тога, снимљени преко 10 000 пута.

## Особине
Детектовани су у готово свим деловима света и потврђено је да се јављају само током најјачих грмљавинских олуја. У горњем делу се појављује црвенкасти или наранчасти бљесак, док се на доњем делу виде плавкасте витице које као да висе, те понекад му претходи црвенкасти венац. Трају обично неколико милисекунди и покрећу их високонапонске муње између олујних облака и тла. Често се јављају у гроздовима од 2 или више, и типичан распон је на висинама 50 до 90 км изнад земљине површине.